# Хан, Калимулла (хоккеист на траве)
Калимулла Хан (англ. Kalimullah Khan, 2 января 1958, Бахавалпур, Пакистан) — пакистанский хоккеист (хоккей на траве), нападающий. Олимпийский чемпион 1984 года.

## Биография
Калимулла Хан родился 2 января 1958 года в пакистанском городе Бахавалпур.
Играл в хоккей на траве за «Пакистан Кастомз» из Карачи.
В 1982 году в составе сборной Пакистана завоевал золотую медаль чемпионата мира в Мумбаи. С 12 мячами стал лучшим снайпером турнира.
В 1984 году вошёл в состав сборной Пакистана по хоккею на траве на летних Олимпийских играх в Лос-Анджелесе и завоевал золотую медаль. Играл на позиции нападающего, провёл 6 матчей, в финале забил победный мяч в ворота сборной ФРГ.
В 1982 году выиграл золотую медаль хоккейного турнира летних Азиатских игр в Нью-Дели, в 1986 году — серебряную награду на летних Азиатских играх в Сеуле.
В 1979—1986 годах провёл за сборную Пакистана 176 матчей, забил 97 мячей.
В 1984 году удостоен правительственной награды Pride of Perfomance.
По окончании игровой карьеры стал тренером.

## Семья
Дядя Калимуллы Хана Мотиулла Хан (род. 1938) и старший брат Самиулла Хан (род. 1951) также играли за сборную Пакистана по хоккею на траве. Мотиулла Хан выступал на трёх летних Олимпийских играх, завоевал золото в 1960 году, серебро в 1956 и 1964 годах. Самиулла Хан стал бронзовым призёром летних Олимпийских игр 1976 года.